# گرگوری گی
گئورگی گایه (انگلیسی: Gregory Gaye؛ ‏ ۱۰ اکتبر ۱۹۰۰ – ۲۳ اوت ۱۹۹۳) بازیگر اهل ایالات متحده آمریکا بود.
از فیلم‌ها یا برنامه‌های تلویزیونی که وی در آن نقش داشته‌است می‌توان به دختر دانا، کازابلانکا، دادزوورث، توپاز، بانوی اول، ۱۱ یار اوشن، جوراب ابریشمی، نینوتچکا، پاداش، پرواز آزمایشی، چهار سوار آخرالزمان، جهان در آغوش او، سه تفنگدار، مرد مجرد و دختر جوان، ساعت مشکی، و جادوی سیاه اشاره کرد.